# Deanie Ip
Deanie Ip (nacida el 25 de diciembre de 1947) es una cantante y actriz hongkonesa, conocida por interpretar sus personajes secundarios. Ella ha ganado los Premios de Cine de Hong Kong una vez, por ser nominada como la mejor actriz y dos veces como Mejor Actriz de Reparto, ella también ganó la "Copa Volpi", nominada como la mejor actriz en el "68º Festival Internacional de Cine" de Venecia. Sus álbumes fueron lanzados por el sello "Universal Music Group" y entre otras varias etiquetas locales. Ella habla cantonés, dialecto Dapeng, mandarín e inglés.

## Su nombre
Deanie Ip es una variante de su nombre verdadero, Deanie Yip, aunque su apellido está romanizado oficialmente como Ip.

## Carrera
En la década de los años 1980, Ip ha lanzado cinco álbumes con la ayuda de un productor local. Después de quejarse de la dirección de la industria de la música Cantopop y la pelea con su etiqueta anterior, Black and White, Ip optó por retirarse de la música en 1988 y entró en semi-retiro, para después trabajar como actriz en películas. Ella regresó a la escena de la música Cantopop en el 2002 con un nuevo EP, el cual junto con una grabación en vivo de su concierto de 2002 en Hong Kong, fueron ambos lanzados por el sello Universal Music Group. A mediados de los años 90, se asoció con Andy Hui, un reconocido cantante para interpretar una canción a dúo titulado "教 我 如何 不 愛 他" (literalmente, "Enséñame cómo no amarlo") y de nuevo en el 2004, con la canción titulada "美中不足 "(lit."Un defecto menor en algo por lo demás perfecto").

## Filmografía
| Año  | Título                                  | Personaje                | Premios |
| ---- | --------------------------------------- | ------------------------ | --- |
| 2013 | A Complicated Story                     |                          | |
| 2013 | The Intruder                            |                          | |
| 2011 | Una vida sencilla                       | Chung Chun-tao           | Won - Coppa Volpi for the Best Actress Won - Tallinn Black Nights Film Festival Jury Prize for Best Actress Won - Hong Kong Film Critics Society Awards for Best Actress Won - Golden Horse Awards for Best Actress Won - Asian Film Awards for Best Actress Won - Hong Kong Film Award for Best Actress Won - Hong Kong Film Critics Society Awards for Best Actress Won - Hong Kong Salento International Film Festival for Salento Award Won - Chinese Film Media Awards for Best Actress Nominated - Boston Society of Film Critics Award for Best Actress(runner-up) |
| 2000 | Queen of Kowloon                        | Ah Si                    | |
| 2000 | Don't Look Back... Or You'll Be Sorry!! | Marianne Siu             | |
| 1999 | Prince Charming                         | 'Babe' Fei               | |
| 1999 | Criss-Cross Over Four Seas (TV)         | Ming Sing                | |
| 1999 | Crying Heart                            | Mrs. Fat                 | Won - Golden Horse Awards for Best Supporting Actress |
| 1996 | Thanks for Your Love                    | Mrs. Li                  | |
| 1995 | Tragic Commitment                       | Ngank                    | |
| 1994 | The New Legend of Shaolin               | Red Bean's Mother        | |
| 1993 | Man of the Times                        | Mary                     | |
| 1993 | Murder                                  | Ma Mei-Chun              | Nominated - Golden Horse Awards for Best Supporting Actress Nominated - Hong Kong Film Award for Best Supporting Actress |
| 1993 | Days of Tomorrow                        | Ling's Mother            | |
| 1992 | She Starts the Fire                     | Big Beer                 | |
| 1992 | The Prince of Temple Street             |                          | |
| 1992 | Arrest the Restless                     | Teddy's Mother           | |
| 1992 | Fight Back to School II                 | Inspector Yip            | Nominated - Hong Kong Film Award for Best Supporting Actress |
| 1992 | Handsome Siblings                       | Sissy To                 | |
| 1992 | Deadly Dream Woman                      | Witch Woman              | |
| 1991 | Fantasy Romance                         | Ghost Prostitute         | |
| 1991 | Dances with Dragon                      | Shi-Yi/Baby              | Won - Hong Kong Film Award for Best Supporting Actress |
| 1989 | The Truth: Final Episode                |                          | |
| 1989 | Carry on Yakuza!!                       | Mrs. Wong                | |
| 1988 | Dragons Forever                         | Miss Yip                 | |
| 1988 | The Truth                               |                          | |
| 1987 | Spiritual Love                          | Chin-Hua                 | Nominated - Hong Kong Film Award for Best Supporting Actress |
| 1986 | The Story of Dr. Sun Yat-Sen            |                          | |
| 1986 | The Lunatics                            | Tina Lau                 | |
| 1986 | Soul                                    | Lee Yip-Cheong           | |
| 1986 | Pom Pom Strikes Back                    | Anna                     | |
| 1985 | Seven Angels                            | Sergeant                 | |
| 1985 | Twinkle, Twinkle, Lucky Stars           |                          | |
| 1985 | The Unwritten Law                       | Lau Wai-lan              | Nominated - Hong Kong Film Award for Best Actress |
| 1985 | Mr. Boo Meets Pom Pom                   | Anna                     | |
| 1985 | Welcome                                 | Great-Grandfather's Wife | |
| 1985 | My Name Ain't Suzie                     | Wong Ying                | Won - Hong Kong Film Award for Best Supporting Actress Nominated - Golden Horse Awards for Best Supporting Actress |
| 1985 | Goodbye Mama                            |                          | |
| 1984 | Before Dawn                             |                          | |
| 1984 | Wrong Wedding Trail                     |                          | Nominated - Hong Kong Film Award for Best Actress |
| 1984 | The Owl vs Bombo                        | Joyce Leung              | |
| 1984 | The Return of Pom Pom                   | Anna                     | |
| 1984 | Pom Pom                                 | Anna                     | |
| 1982 | Love                                    |                          | |
| 1982 | Carry On Pickpocket                     | Inspector Ling           | |
| 1981 | Sealed with a Kiss                      |                          | |
| 1981 | Cream Soda and Milk                     |                          | Won - Golden Horse Awards for Best Supporting Actress |
| 1981 | Love Massacre                           |                          | |
| 1981 | The Executor                            |                          | |
| 1980 | Dangerous Encounters: 1st Kind          |                          | |
| 1978 | Killers Two                             |                          | |

## Premios y distinciones
Festival Internacional de Cine de Venecia
| Año  | Categoría                      | Trabajo nominado  | Resultado |
| ---- | ------------------------------ | ----------------- | --------- |
| 2011 | Coppa Volpi a la mejor actriz] | Una vida sencilla | Ganadora  |